# 黃文樂
黃文樂（1927年6月20日—2014年2月26日），通稱黃樂，是越南共和國軍隊陸軍少將。